# Vízvár, Somogy
Vízvár  este un sat în districtul Barcs, județul Somogy, Ungaria, având o populație de 589 de locuitori (2011). 

## Demografie
Componența etnică a satului Vízvár
     Maghiari (76,37%)
     Romi (13,87%)
     Croați (7,62%)
     Germani (1,37%)
     Necunoscut (0,76%)
     Alții (0,76%)
Componența confesională a satului Vízvár
     Romano-catolici (67,06%)
     Fără religie (7,3%)
     Reformați (2,89%)
     Necunoscută (22,75%)
Conform recensământului din 2011, satul Vízvár avea 589 de locuitori. Din punct de vedere etnic, majoritatea locuitorilor (76,37%) erau maghiari, existând și minorități de romi (13,87%), croați (7,62%) și germani (1,37%). Apartenența etnică nu este cunoscută în cazul a 0,76% din locuitori.  Din punct de vedere confesional, majoritatea locuitorilor (67,06%) erau romano-catolici, existând și minorități de persoane fără religie (7,3%) și reformați (2,89%). Pentru 22,75% din locuitori nu este cunoscută apartenența confesională.